# میکرومنیا
میکرومنیا (نام علمی: Micromenia) نام یک سرده از رده شیارشکمان است.